# Universidade de São Paulo
A Universidade de São Paulo (USP) é uma das maiores e mais importantes universidades públicas do Brasil, uma das mais importantes da Ibero-América, da lusofonia e uma das mais prestigiadas em todo o mundo. É uma das quatro grandes universidades públicas mantidas pelo Governo do Estado de São Paulo, juntamente com a Universidade Estadual de Campinas (Unicamp), Universidade Estadual Paulista (UNESP) e a Universidade Virtual do Estado de São Paulo (Univesp). A USP é uma das maiores instituições de ensino superior na América Latina. São 42 unidades de ensino e pesquisa, distribuídos em dez campi: São Paulo (com três campi), Bauru, Lorena, Piracicaba, Pirassununga, Ribeirão Preto, Santos e São Carlos (2 áreas). O campus principal em São Paulo é chamado Cidade Universitária Armando de Salles Oliveira, com uma área de quase 3,7 milhões de metros quadrados. A instituição está envolvida no ensino, pesquisa e extensão universitária em todas as áreas do conhecimento. Somando todos os Campi, a USP possui uma área total de aproximadamente 78 milhões de metros quadrados, 327 cursos de graduação, 229 cursos de pós-graduação, 5,3 mil professores e 97 mil alunos matriculados entre graduação e pós-graduação (2023).
Segundo o relatório mundial de 2021 (SIR World Report) da SCImago Institutions Rankings, a USP está classificada na 22.ª posição mundial entre as instituições de ensino e pesquisa internacionais classificadas. No ano de 2018, de acordo com o University Ranking by Academic Performance (URAP), a USP continua sendo a melhor universidade iberoamericana e está colocada na trigésima sexta posição no mundo. Em 2015 e 2024, a USP foi apontada como a primeira universidade da América Latina. A THE classificou a instituição como a 10.ª melhor universidade dos BRICS e de outros países em desenvolvimento, em 2015. Segundo o QS World University Rankings 2021, a USP foi classificada como a melhor universidade do mundo lusófono, ficando à frente de suas correspondentes portuguesas e africanas. Em 2023, entrou no top 100 de melhores universidades do mundo no QS World University Rankings.
Entre as universidades públicas brasileiras tem o maior número de vagas de graduação e de pós-graduação, sendo responsável também pelo maior número de mestres e doutores do mundo, bem como responsável por metade de toda a produção científica do estado de São Paulo e mais de 25% da brasileira. Como o Brasil é responsável por cerca de 2% da produção científica mundial, pode-se dizer que a USP é responsável por 0,5% das pesquisas científicas do mundo. Além disso, entre as pós-graduações no Brasil com conceitos 6 e 7 (os mais altos conceitos) da Coordenação de Aperfeiçoamento de Pessoal de Nível Superior Capes, 25% estão na USP, chegando à porcentagem de 55% se considerado apenas o território paulista.
Criada em 1934, a contribuição desta universidade para a história brasileira é de bastante relevante: na instituição 13 dos 43 presidentes brasileiros cursaram a graduação, como o sociólogo Fernando Henrique Cardoso (Faculdade de Filosofia, Letras e Ciências Humanas) e o advogado Jânio Quadros — este último e outros dez apenas na Faculdade de Direito, que também formou 53 ministros na história do Supremo Tribunal Federal (STF) e cuja fundação precede em 108 anos a da própria universidade.

## História

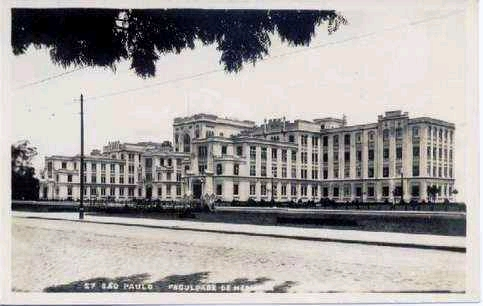
A Faculdade de Medicina, no início do século XX

Após o revés sofrido por São Paulo na Revolução Constitucionalista de 1932, o estado viu-se ante a necessidade de formar uma nova elite, capaz de contribuir para o aperfeiçoamento das instituições, do governo e da melhoria do país. Com esse objetivo, nasceram duas instituições distintas: em 1933, um grupo de empresários fundou a Escola Livre de Sociologia e Política (ELSP), hoje Fundação Escola de Sociologia e Política de São Paulo. Em 1934, o então interventor de São Paulo, cargo que atualmente corresponde ao de governador, Armando de Salles Oliveira, criou a Universidade de São Paulo (USP). Nas palavras de Sergio Milliet:
| “ | De São Paulo não sairão mais guerras civis anárquicas, e sim 'uma revolução intelectual e científica' suscetível de mudar as concepções econômicas e sociais dos brasileiros. | ” |

A ELSP assumiu o objetivo de formar elites administrativas para um novo modelo que vinha se configurando em que se notava uma atuação crescente do Estado, enquanto a USP voltou-se a formar professores para as escolas secundárias e especialistas nas ciências básicas. O modelo sociológico norte-americano constituiu o exemplo para ELSP, enquanto que o mundo acadêmico francês foi a principal fonte de inspiração para a USP.
Professores estrangeiros tais como Claude Lévi-Strauss, Fernand Braudel, Roger Bastide, Emilio Willems, Donald Pierson, Pierre Monbeig e Herbert Baldus difundiram nas duas instituições novos padrões de ensino e pesquisa, formando as novas gerações de cientistas sociais no Brasil.
A aula inaugural da USP em seu segundo ano, deu-se em 11 de março de 1935, no anfiteatro da Faculdade de Medicina, às 21h00 horas.

### Origem

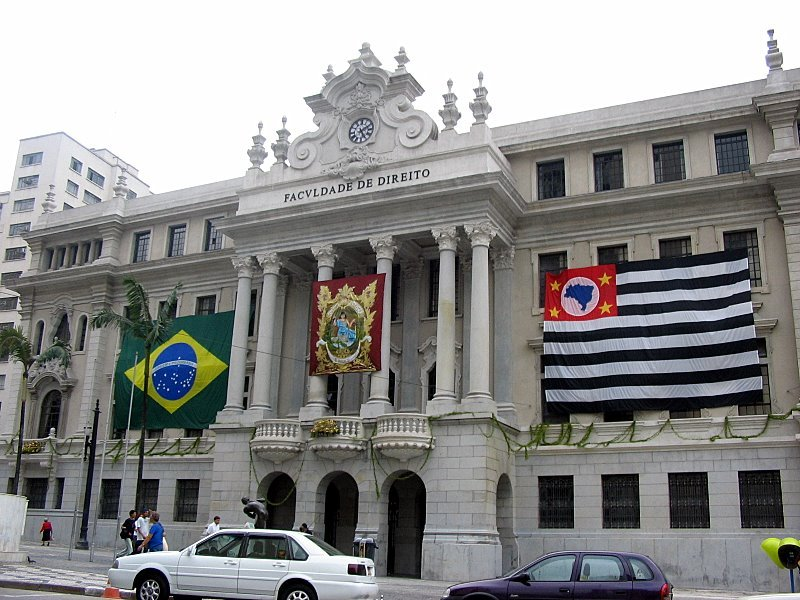
A Faculdade de Direito

A USP surgiu da união da recém-criada Faculdade de Filosofia, Ciências e Letras (FFCL) com as já existentes Escola Politécnica de São Paulo, Escola Superior de Agricultura "Luiz de Queiroz", Faculdade de Medicina, Faculdade de Direito e Faculdade de Farmácia e Odontologia.
A FFCL surgiu como o elemento de integração da universidade, reunindo cursos nas diversas áreas do conhecimento. Ainda em 1934, havia sido criada a Escola de Educação Física do Estado de São Paulo, primeira faculdade civil de educação física no Brasil e que viria a ser incorporada pela USP anos depois. Na sequência foi criada a Escola de Engenharia de São Carlos - EESC (1948) e a Faculdade de Medicina de Ribeirão Preto- FMRP (1951) e outras várias unidades foram sendo criadas pela universidade nos anos seguintes, e nos anos 1960 a universidade foi gradualmente transferindo as sedes de suas unidades para a Cidade Universitária Armando de Salles Oliveira, em São Paulo.
Além do político Armando de Salles Oliveira, um outro homem de grande importância na fundação da USP foi o jornalista Júlio de Mesquita Filho. A instituição recebeu inúmeros professores estrangeiros nesse período.

### Ditadura militar

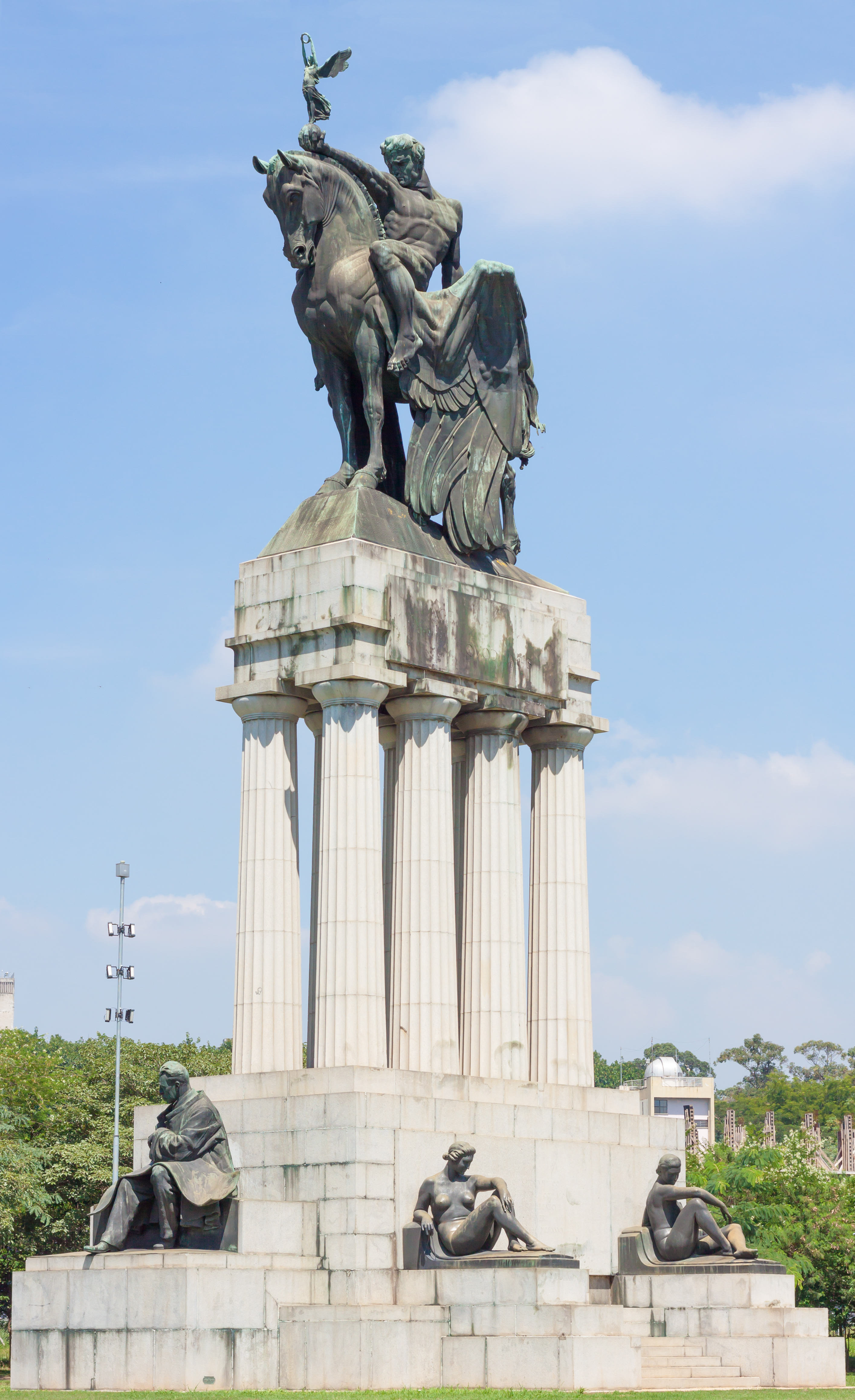
Monumento a Ramos de Azevedo na Cidade Universitária

Durante a década de 1970 e parte da de 1980, alguns críticos acreditam que a USP tenha passado por um esvaziamento intelectual, tanto do ponto de vista da produção do conhecimento quanto do da qualidade dos recursos humanos. Durante as décadas anteriores, a universidade serviu de palco para a discussão de um novo projeto de país, reunindo diversos intelectuais de esquerda (como Florestan Fernandes, Fernando Henrique Cardoso, Octavio Ianni, Marialice Mencarini Foracchi, Luiz Pereira, Maria Sylvia de Carvalho Franco, Paula Beiguelman, José Arthur Giannotti, Francisco Weffort, Azis Simão, Ruy Coelho, Eunice Ribeiro Durham, Ruth Cardoso, Ruy Fausto, Bóris Fausto, Paul Singer, Antonio Candido, Roberto Schwarz, Gioconda Mussolini entre outros) em suas várias unidades (especialmente na Faculdade de Filosofia, Ciências e Letras). Com a limitação das liberdades democráticas promovida pelo regime militar brasileiro (que passava por seus anos mais rígidos), vários professores da USP são cassados (e diversos deles são obrigados a sair do país), assim como vários outros alunos, especialmente do curso de Psicologia, envolvem-se na luta armada contra a ditadura, o que gerou afastamentos compulsórios de suas faculdades.
Tal situação levou a uma menor produção de conhecimento, ainda que certos avanços, especialmente do ponto de vista tecnológico (que chegou a ser financiado pelo governo) tenham sido obtidos. Promoveu-se também um aumento sistemático do número total de vagas de graduação, incentivado pelo governo do Estado. Este fato é apontado por alguns críticos como uma resposta ao movimento estudantil anterior à sua politização, quando ele mobilizava-se apenas pelas questões educacionais.
O vazio causado pelo afastamento dos professores e alunos perseguidos pelo Regime Militar interrompeu-se com a campanha de anistia política, já no início dos anos 1980. Em diversas unidades da USP, a volta de professores cassados foi celebrada, embora muitos deles tenham sido recontratados em condições precárias (antigos professores catedráticos assumiram cargos de auxiliares de ensino).

### Redemocratização e expansão de unidades

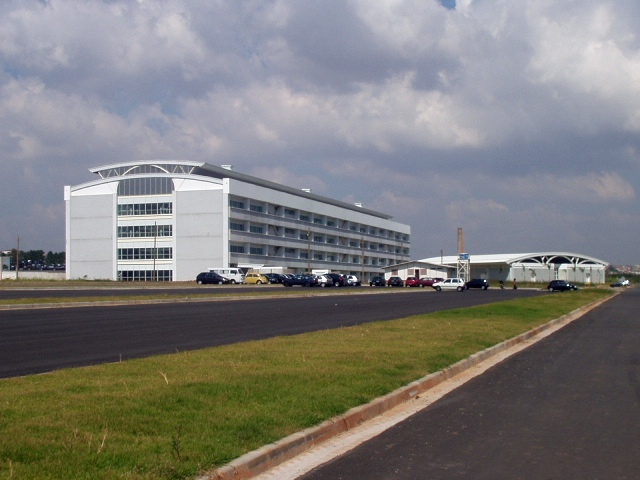
O edifício da Escola de Artes, Ciências e Humanidades (EACH), localizada no câmpus Leste

Paralelamente ao esvaziamento intelectual decorrente da repressão política, ocorreu na USP nas décadas de 1960, 70 e 80 um processo de fragmentação de suas unidades: foram criadas novas faculdades e novos institutos, o que resultou em novos cursos de graduação, novas linhas de pesquisa e programas de pós-graduação. A dissolução da Faculdade de Filosofia, Ciências e Letras (FFCL) costuma ser apontada como um símbolo paradigmático deste processo.
Originalmente pensada como o núcleo acadêmico da universidade, reunindo em si os vários campos do conhecimento puro, a FFCL, com o tempo, viu seus departamentos ganharem autonomia e se transformarem em unidades plenas (autônomas e administrativamente separadas de sua unidade original). O Instituto de Física foi o primeiro departamento a desvincular-se da FFCL, seguido igualmente de outros departamentos ligados às ciências exatas e biológicas. Desta forma, com a permanência apenas dos cursos ligados às humanidades, ocorreu uma reforma interna na unidade e ela passou a se chamar Faculdade de Filosofia, Letras e Ciências Humanas.
Em 2001, foi criado e começou a ser construído a área 2 do Campus de São Carlos, para desenvolvimento da Engenharia Aeronáutica, Engenharia de computação, Engenharia Ambiental e expansão dos institutos.
Em 2005, foi construído na Zona Leste de São Paulo o campus USP Leste, que atualmente abriga a Escola de Artes, Ciências e Humanidades (EACH), tendo alguns cursos que fogem à tradição universitária brasileira e visam à diversificação das áreas consolidadas da instituição. Em 2013 o Conselho Universitário aprovou a instalação do curso Engenharia da Computação: ênfase em sistemas corporativos da Escola Politécnica campus Leste. Em 21 de março de 2006, a USP aprovou a incorporação da Faculdade de Engenharia Química de Lorena (FAENQUIL) e passou com isso a ter uma unidade no Vale do Paraíba, com cerca de 1 600 alunos no total, sendo 1 200 na graduação. No aniversário de 15 anos da Unidade (2020), o Jornal da USP publicou edição especial com trajetória do campus e seu potencial na produção científica, tendo o Observatório Interdisciplinar de Políticas Públicas "Professor Doutor José Renato de Campos Araújo" (OIPP) como um dos vetores da produção de pesquisa na EACH.

### Ocupação da reitoria em 2011

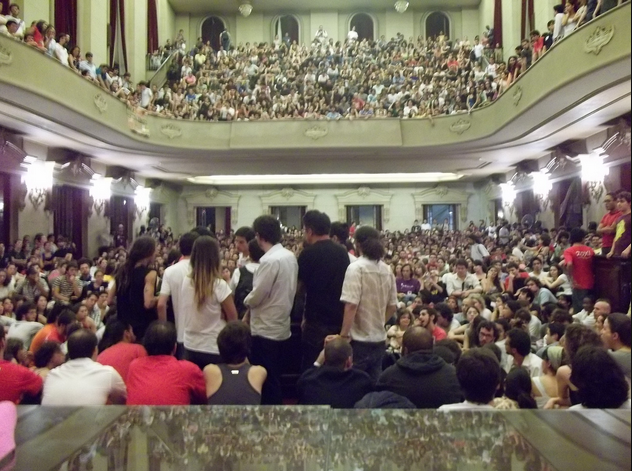
Assembleia na Faculdade de Direito em 2012

No dia 8 de novembro de 2011, o edifício sede da reitoria da universidade foi ocupado por centenas de estudantes descontentes com o alegado autoritarismo da gestão do reitor João Grandino Rodas (segundo colocado em uma lista tríplice e escolhido pelo então governador José Serra, do PSDB) e a outorga de um convênio ampliando a atuação da PM no campus Butantã da Universidade de São Paulo.
No dia 8 de novembro, mais de 400 policiais da tropa de choque, cavalaria, GOE, GATE e até helicópteros cercaram a reitoria da USP e detiveram mais de 70 pessoas no prédio. À noite, a Assembleia Geral dos Estudantes foi convocada e, com cerca de 4 mil alunos, votou por uma greve geral, revertida apenas no começo de 2012. Os estudantes reivindicavam o fim do convênio com a PM no campus, a criação de um grupo para discutir um outro programa de segurança, a renúncia do reitor João Grandino Rodas e a não punição administrativa dos estudantes.

### Fraude no sistema de cotas
Após diversas reivindicações do movimento estudantil da Universidade, em 2018 a USP passou a adotar um Sistema de cotas para o ingresso de estudantes via Fuvest, sendo a última Universidade do país a adotar tal sistema. Após a implementação do sistema de cotas, diversas denúncias de fraudes começaram a surgir, o que gerou uma crescente pressão dos estudantes e do Poder Público para que estes casos fossem averiguados.
Em 13 de Julho de 2020, o Instituto de Relações Internacionais foi o primeiro a votar, na história da USP, pela expulsão de um aluno acusado de fraude de cotas raciais e sociais. O processo de averiguação foi realizado através da criação de uma comissão no próprio Instituto, em parceria com a Reitoria, após denuncias feitas pelo Coletivo de Negras e Negros "Lélia Gonzalez", organizado pelo movimento estudantil do curso de Relações Internacionais. Após a decisão historicamente simbólica na história da Universidade e do Instituto, a notícia tornou-se manchete nos principais jornais do país.

## Ingresso

### Fuvest

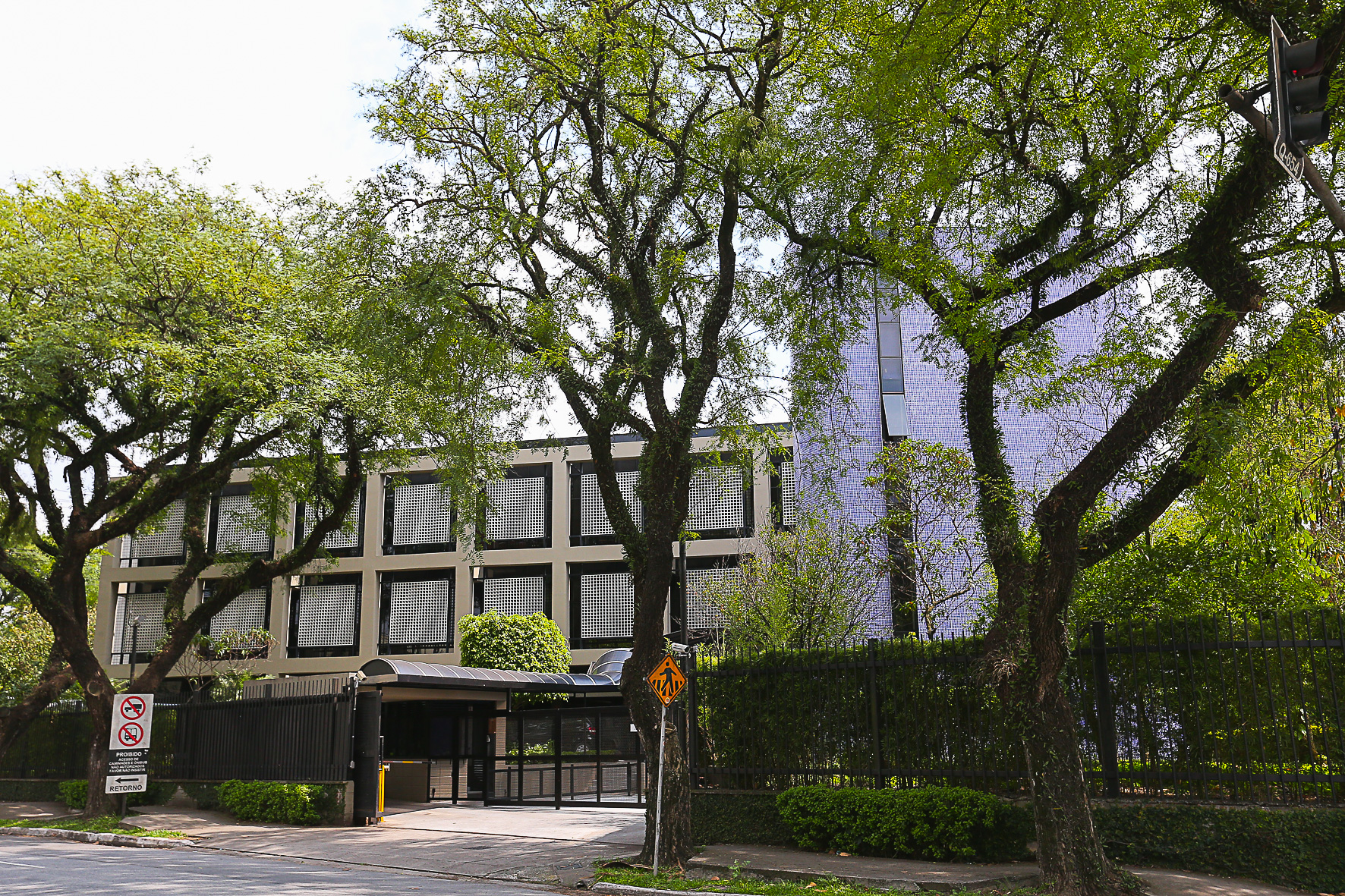
Fachada do prédio da Fuvest

O ensino na USP é regimentalmente gratuito, ou seja, é considerada ilegal a oferta de cursos universitários pagos em suas dependências. O ingresso à graduação, aberto a qualquer pessoa que tenha concluído o Ensino Médio, dá-se por processo seletivo público, o vestibular, realizado pela Fundação Universitária para o Vestibular (FUVEST) e pelo Sistema de Seleção Unificada (SISU).
A FUVEST é um órgão autônomo ligado à universidade, que destina 9 568 das 11 507 vagas disponíveis na graduação através de seu certame. No concurso para o ano letivo de 2016, foram mais de 142 mil candidatos a umas das 9 658 vagas oferecidas pela USP.
Tais números colocam o exame aplicado pela Fuvest como um dos maiores e mais concorridos do país. As 1 489 vagas restantes são destinadas aos candidatos inscritos no processo de seleção do Ministério da Educação (SISU), que utiliza notas do Exame Nacional do Ensino Médio.

### SISU (ENEM)
Em 23 de junho de 2015 o conselho universitário da USP aprovou a adesão parcial ao Sistema de Seleção Unificada (SISU) como forma de ingresso alternativa. Das 11 507 vagas disponíveis para a graduação em 2016, 1 489 vagas são destinadas para o processo de seleção realizado pelo Ministério da Educação do Brasil através do SISU que utilizará notas do Exame Nacional do Ensino Médio (ENEM).

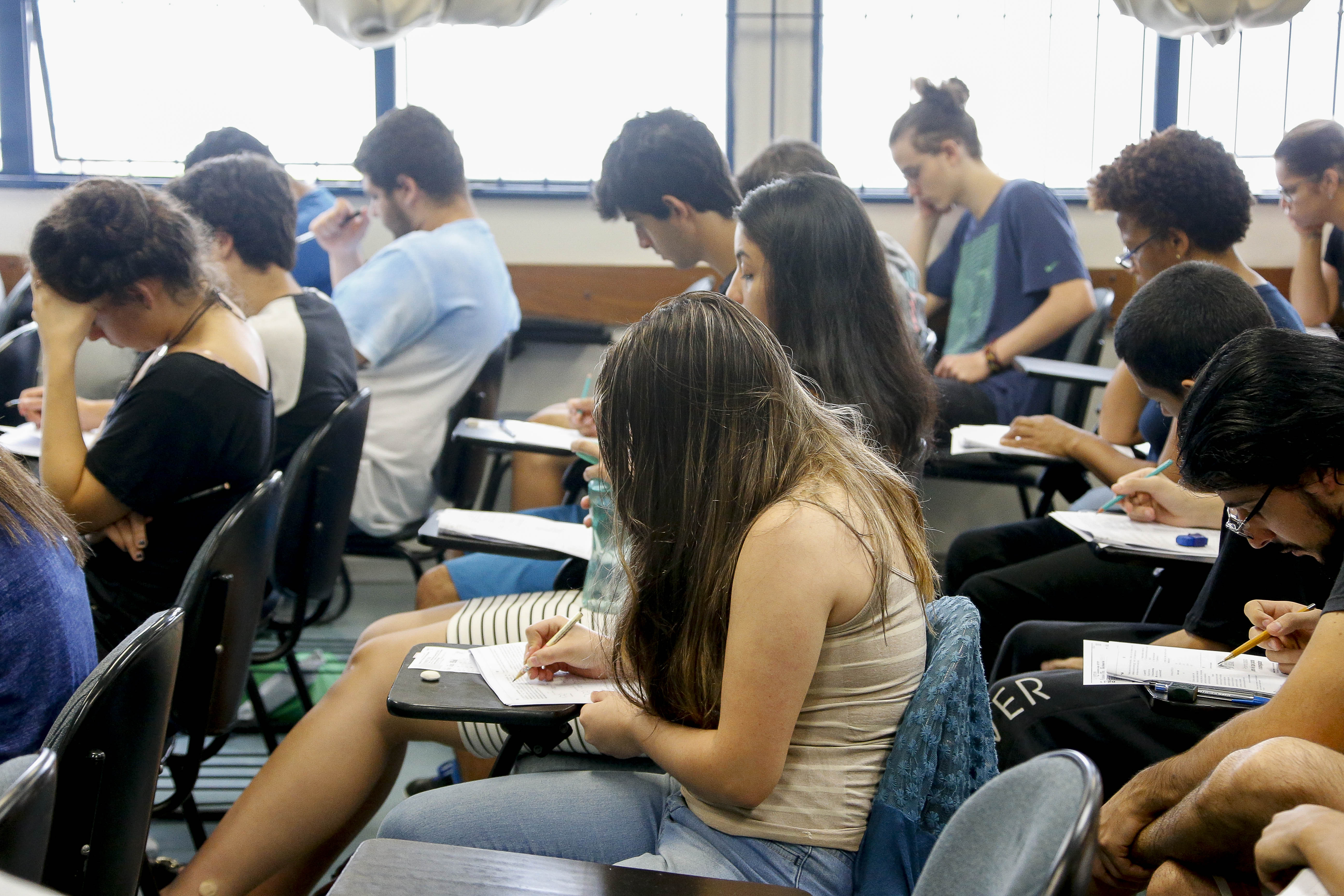
Candidatos fazem a primeira fase do exame em 2017

Dos cursos de graduação disponíveis, 85 cursos aderiram parcialmente ao SISU e 58 cursos mantiveram integralmente a Fuvest como forma única de ingresso. Os cursos que mantiveram a Fuvest, por exemplo, são alguns cursos mais concorridos, como medicina além dos cursos audiovisual e as engenharias de São Paulo ficaram de fora da adesão ao Enem via SISU. Outros, como direito no Largo São Francisco e relações internacionais, passam a oferecem vagas parciais pelo SISU.
Para concorrer as vagas através do SISU, será exigido do candidato notas mínimas para a aplicação no processo seletivo. As notas mínimas para o candidato aplicar no processo de vagas na USP pelo SISU varia para cada um dos 85 cursos que aplicam parcialmente o processo seletivo do MEC.
Essas notas mínimas variam entre 450 e 700 pontos.
Abaixo são listados os cursos que vão exigir a nota mínima de 700 pontos para a aplicação via SISU:
- Campus de Piracicaba: Engenharia Agronômica, Engenharia Florestal, Gestão Ambiental;
- Campus de Ribeirão Preto: Química (Integral- Matutino/Vespertino e noturno), Administração (noturno e matutino), Odontologia (Integral-Matutino e Vespertino);
- Campus Pirassununga: Medicina Veterinária, Zootecnia.

Nesses cursos, o candidato deverá ter conseguido os 700 pontos na Redação e em todas as provas do ENEM (Matemática; Linguagens, Códigos; Ciências Humanas e Ciências da Natureza) para estar apto à aplicar no processo seletivo e assim concorrer as vagas na USP via SISU. Dentre das 1 489 vagas disponíveis via SISU, são reservadas 1 159 vagas para estudantes concluintes do ensino médio oriundos da rede pública de ensino e com renda per capita de até um salário mínimo e meio, considerados candidatos com vulnerabilidade social, porém obedecendo os critérios de pontuação mínima para aplicação.[carece de fontes?]

## Estrutura

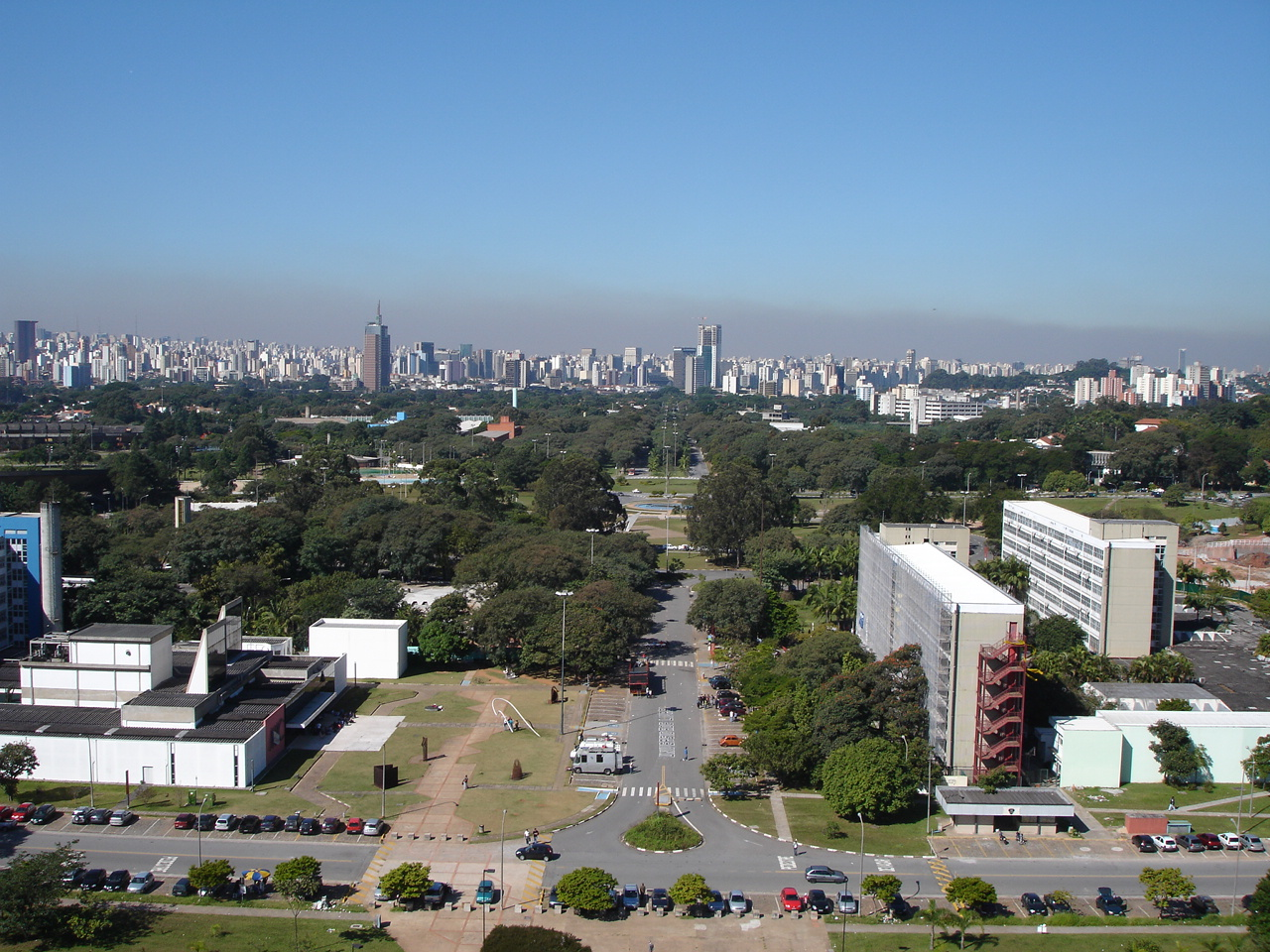
Panorama da Cidade Universitária

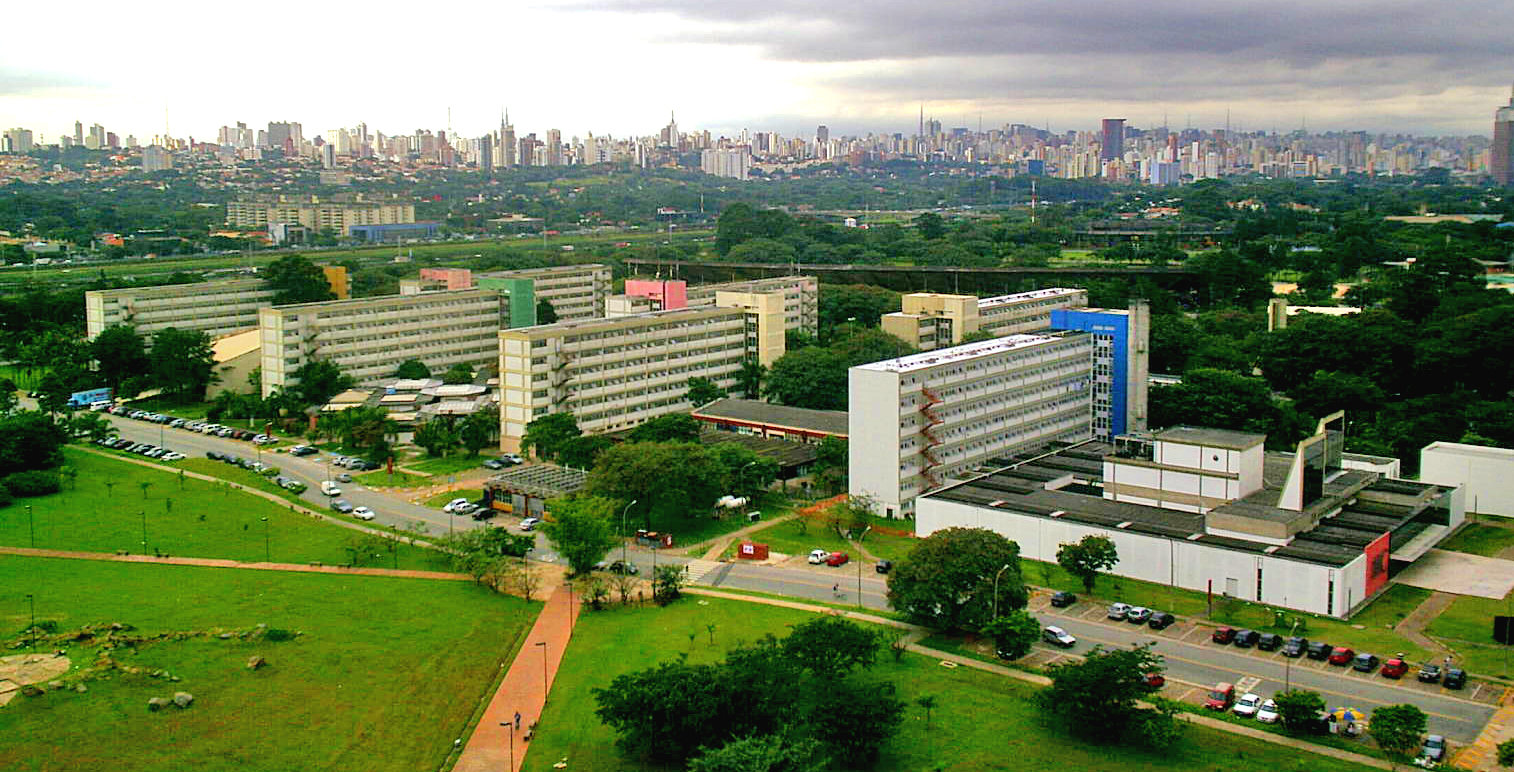
Conjunto residencial da Cidade Universitária em São Paulo (CRUSP). Esses prédios foram a vila dos Jogos Panamericanos de São Paulo. Observa-se também, à direita, o edifício sede do MAC

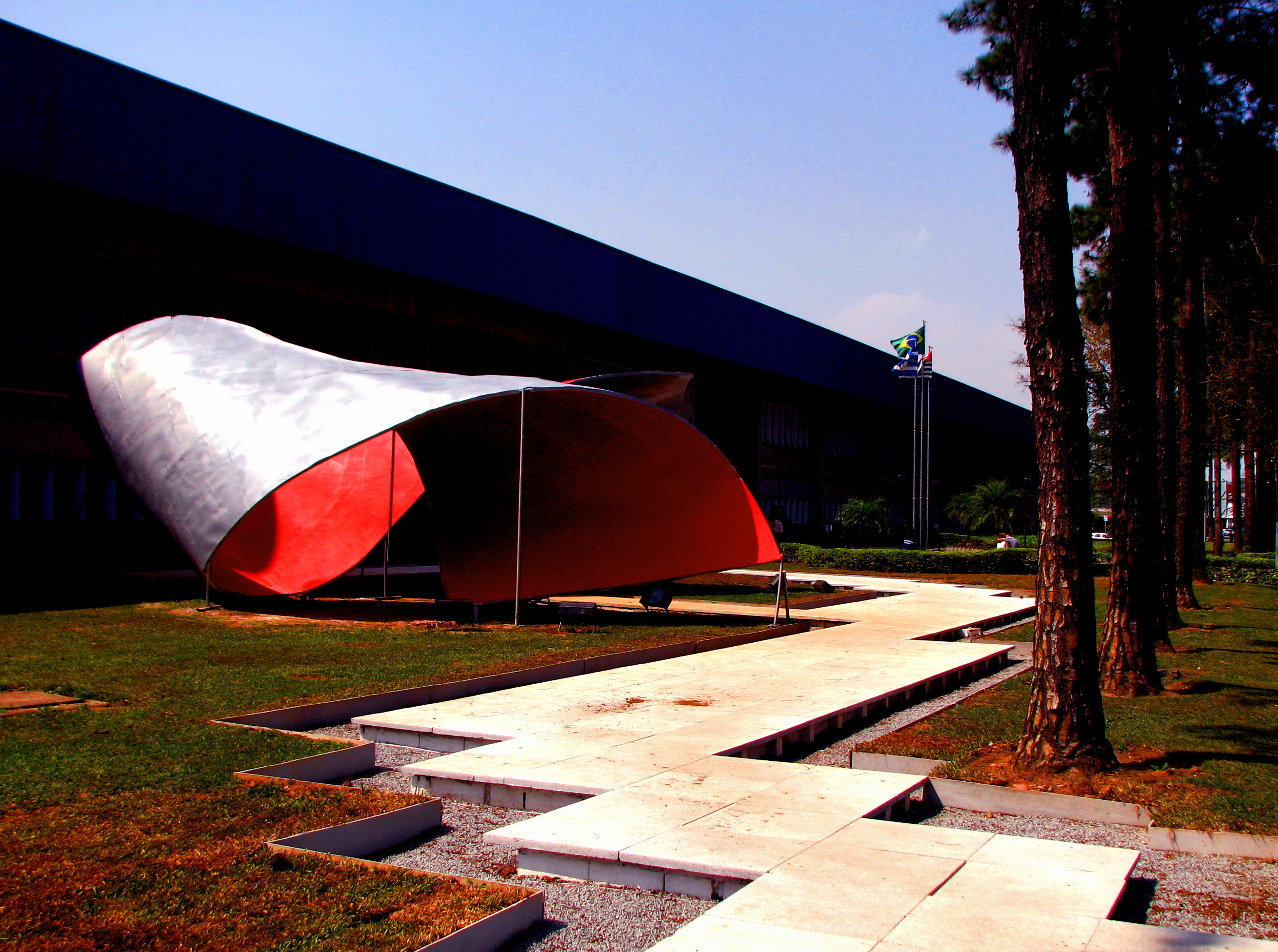
Obra de Tomie Ohtake em frente ao prédio da FEA

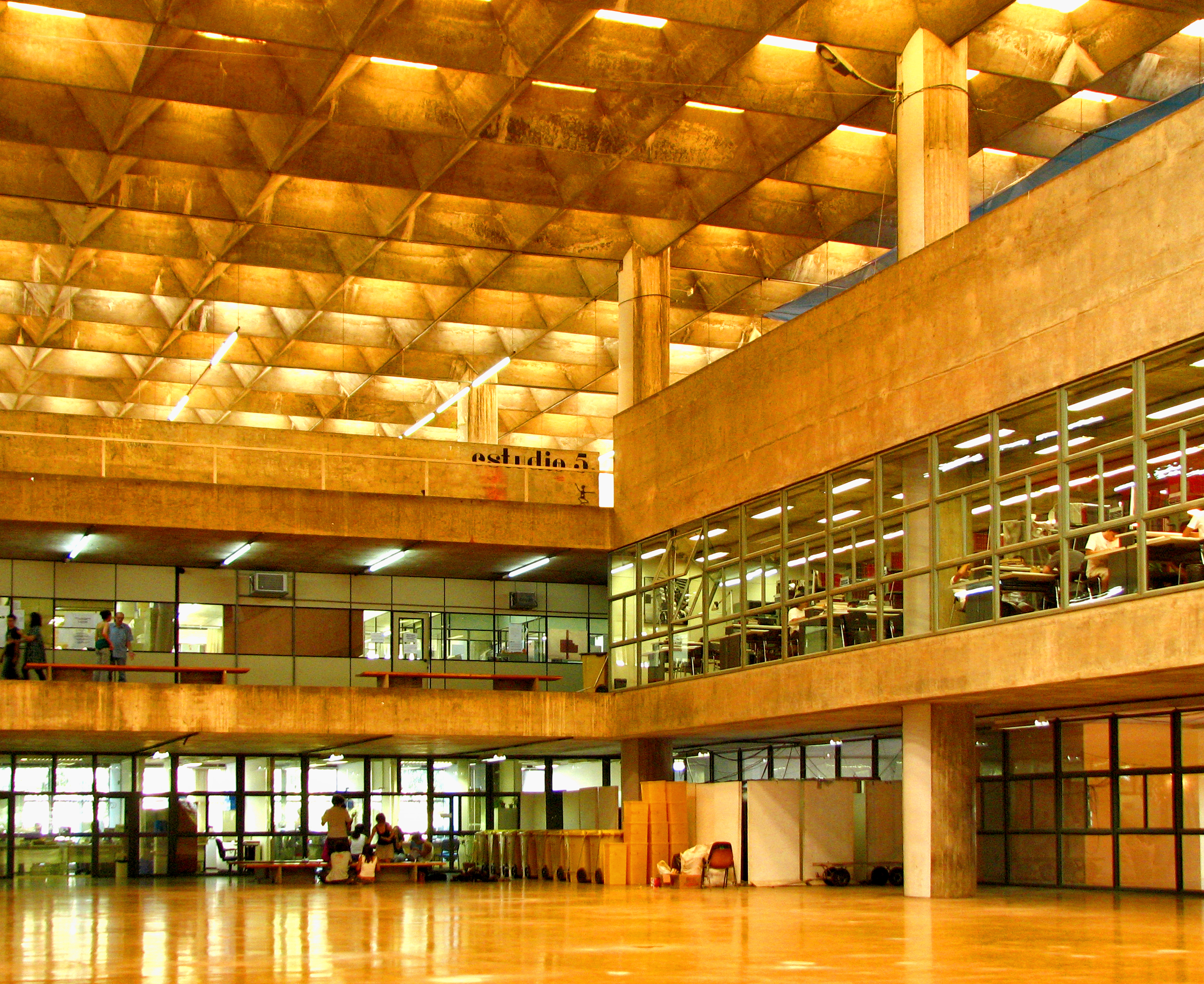
Faculdade de Arquitetura e Urbanismo (FAU), na Cidade Universitária

Atualmente a USP é formada por trinta e seis unidades de pesquisa e ensino, vinte e quatro das quais se localizam em São Paulo, cidade que abriga também a reitoria, um centro de práticas esportivas (CEPEUSP, o maior da América Latina), quatro museus, dois hospitais (HU e HRACF), o Centro Universitário "Maria Antônia" e diversos órgãos especializados da universidade. Além disso, se vinculam ou a ela se subordinam, para fins de ensino, pesquisa e extensão, diversos outros órgãos públicos do estado.
Ainda em São Paulo, a USP expandiu-se em 2005 para um novo local na Zona Leste assim dando origem à EACH. E em 2011, o governador Geraldo Alckmin inaugurou um campus da USP em Santos — a 1ª unidade da USP dentre 4 que deverão funcionar no litoral do estado —, cujas atividades iniciaram-se em 2012 e baseiam-se sobretudo em engenharia do petróleo com especialização em Ética, Valores e Cidadania na Escola e mestrado em Sistemas logísticos.
Segundo dados do último anuário (2024), conjunto de informações relevantes sobre o funcionamento e situação da instituição, a USP possui: 86 187 alunos matriculados; 54 361 matriculados na Graduação (1º semestre); 25 433 matriculados na Pós-Graduação; 13 165 dos pós-graduandos estão no Mestrado; 12 278 dos pós-graduandos estão no Doutorado; 53,48% (46 090) de estudantes homens e 46,52% (40 097) de mulheres; 5 434 docentes (dos quais 4 469 dedicam-se em tempo integral); e 15 221 funcionários, em todas as funções.

### Recursos
Como as duas outras universidades estaduais paulistas (Unesp e Unicamp), a USP é mantida sobretudo através da arrecadação do Imposto de Circulação de Mercadorias e Serviços (ICMS), por parte do governo estadual. Tal dotação orçamentária é fixa: desta forma, a USP (assim como as duas outras universidades citadas) é uma das poucas instituições públicas do país a possuir autonomia financeira. Recebe também verbas de instituições de fomento à pesquisa e ao ensino superior (como a FAPESP e o CNPq).
Como terceira fonte de arrecadação, conta com uma série de fundações privadas que atuam em forma de parceria com a universidade, utilizando-se de seus pesquisadores e instalações e fornecendo em troca verbas e know-how específico. Tais fundações são questionadas no tocante ao seu interesse público: críticos afirmam que elas representam o início de um processo de privatização do ensino superior público.

### Bibliotecas

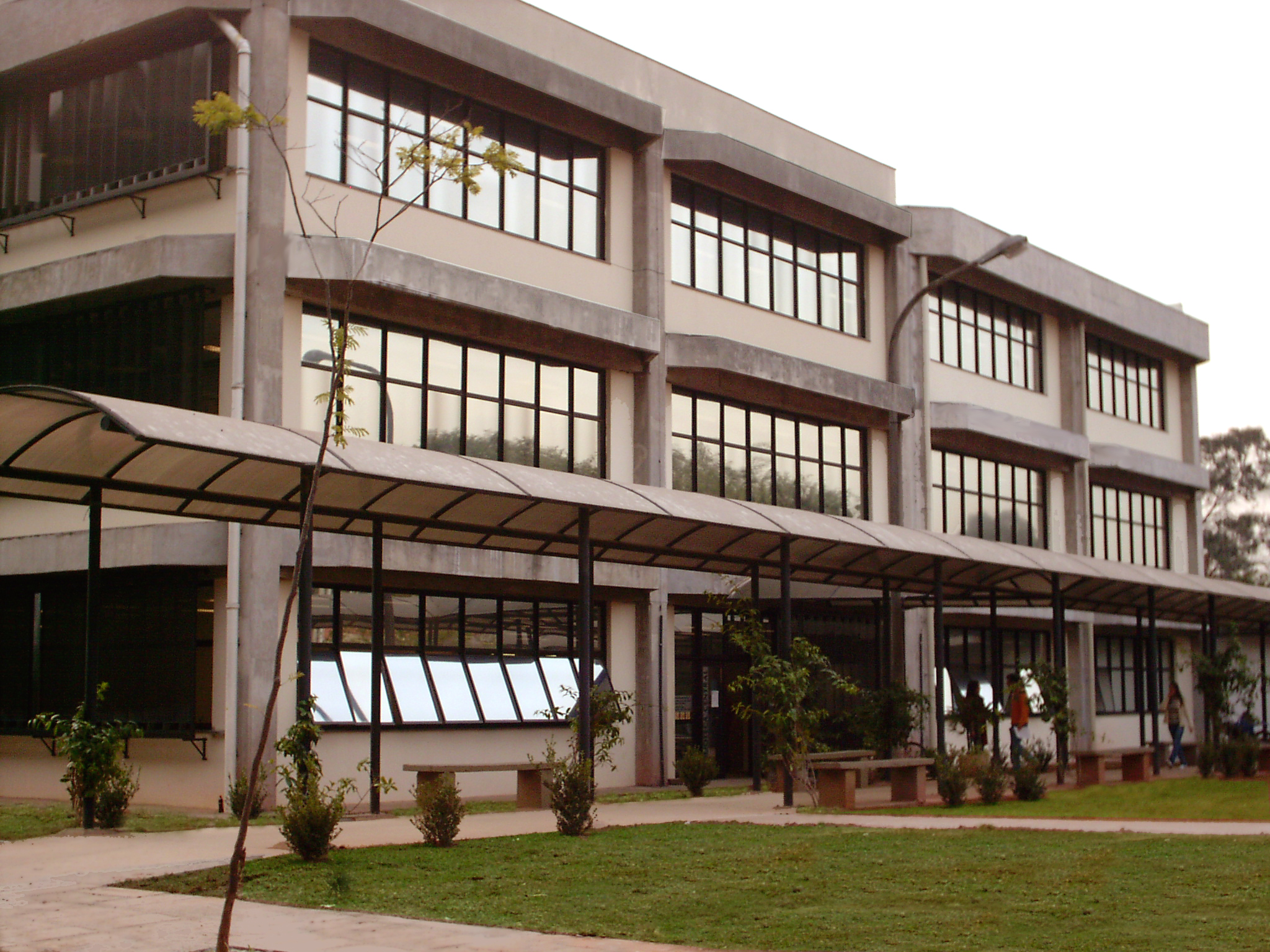
Biblioteca Florestan Fernandes

A Universidade de São Paulo possui 42 bibliotecas instaladas nas unidades de ensino dos diversos campi. Juntas, elas formam um dos principais acervos bibliotecários do Brasil, com cerca de 7 052 084 unidades entre livros, teses e periódicos. Essas bibliotecas são geridas pelo Sistema Integrado de Bibliotecas, que também é responsável pelo catálogo online das bibliotecas da USP (Dedalus).
O Dedalus é um catálogo global, que possibilita a consulta simultânea em todas as bibliotecas da Universidade ou pelo catálogo específico de cada biblioteca. Assim, o usuário é capaz de localizar a referência bibliográfica de qualquer item do acervo da USP. Alguns artigos já possibilitam o acesso à informações online, provindas de Revistas Eletrônicas, dinamizando as pesquisas.
Esse sistema representa um passo importante para a melhoria do acesso à informação e modernização do ensino superior público. Outro passo importante da USP, em conjunto com Unicamp e Unesp, é o de integrar os acervos das três universidades estaduais paulistas via a rede mundial de computadores. Tarefa tida como de extrema importância para o processo de internacionalização dessas.
Parte das teses e dissertações defendidas na Universidade de São Paulo está disponível para consulta na Biblioteca Digital de Teses e Dissertações. Nessa, estão disponíveis mais de 15 921 documentos de autoria dos estudantes e docentes de instituição. O usuário pode pesquisar o conteúdo desejado a partir de palavras-chave, além de consultar a relação dos materiais disponíveis por tipo (tese de doutorado, dissertação de mestrado ou tese de livre-docência), área do conhecimento (humanidades, ciências exatas e ciências biológicas) ou pela unidade responsável pelo trabalho.

### Jornal da USP
A universidade possui um jornal, que é controlado pela Superintendência de Comunicação Social. Em abril de 2020, o jornal alcançou um recorde de visualizações com informações sobre a COVID-19. Em 2018, ganhou o prêmio IMPA-SBM de Jornalismo pela série de reportagens "A matemática está em tudo!".

### Museus e galerias de arte
A Universidade de São Paulo possui um rico conjunto de museus e galerias de arte importantes, a maioria localizados no campus central, em São Paulo, tais como:
- Museu de Arte Contemporânea;
- Museu de Arqueologia e Etnologia;
- Museu de Ciências;
- Museu de Zoologia;
- Museu Paulista (Museu do Ipiranga).

### Pesquisa
A Universidade de São Paulo (USP) é uma das maiores universidades do Brasil, tem professores de mestrado e doutorado com dedicação a pesquisas científicas e pesquisas acadêmicas e os pesquisadores contam com mais de 1 600 grupos de pesquisa certificados pelo Conselho Nacional de Desenvolvimento Científico e Tecnológico (CNPq).  A USP tem programa de pré-iniciação científica, há 40 anos tem pesquisas de laboratório de investigação médica ao tratamento do paciente e tem aberto um projeto de pesquisa em parceria com a Universidade Humboldt em Berlim. Em março de 2020 a USP criou uma rede colaborativa de laboratórios para diagnosticar o novo coronavirus COVID-19.

#### Prêmio IgNobel
Pesquisadores da USP venceram  o  32.ª Prêmio IgNobel de 2022 na categoria Biologia. Os cientistas pesquisaram o efeito da constipação intestinal em escorpiões que atrapalha o acasalamento, devido à perda da cauda.

## Organização

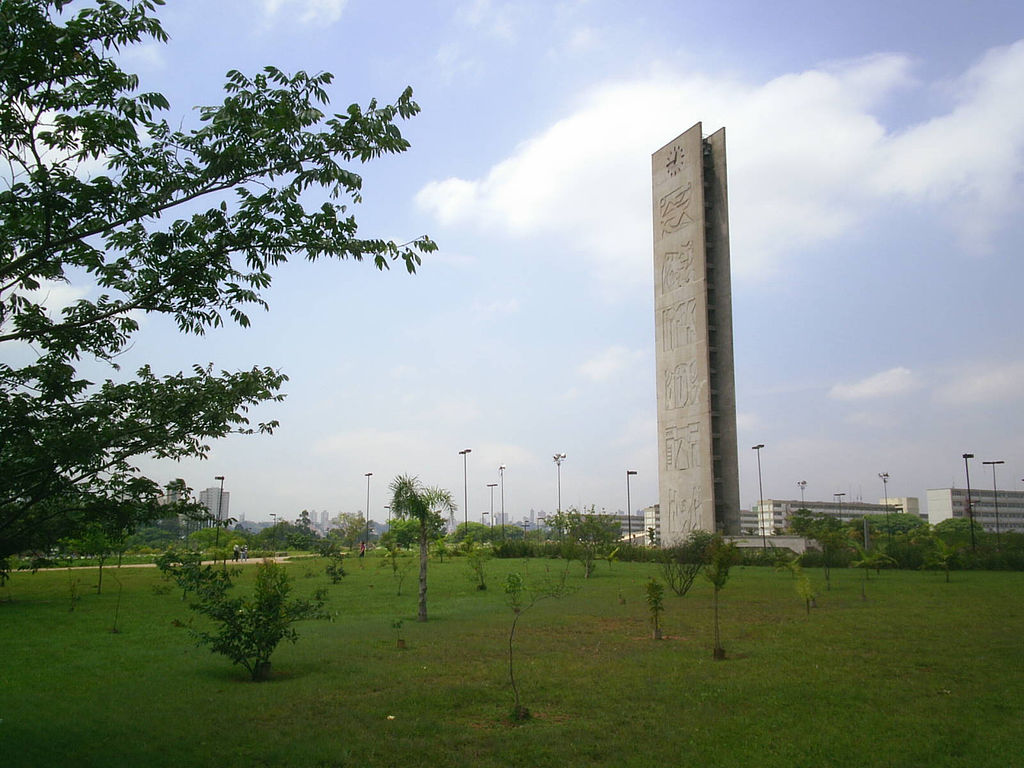
Praça do Relógio na Cidade Universitária

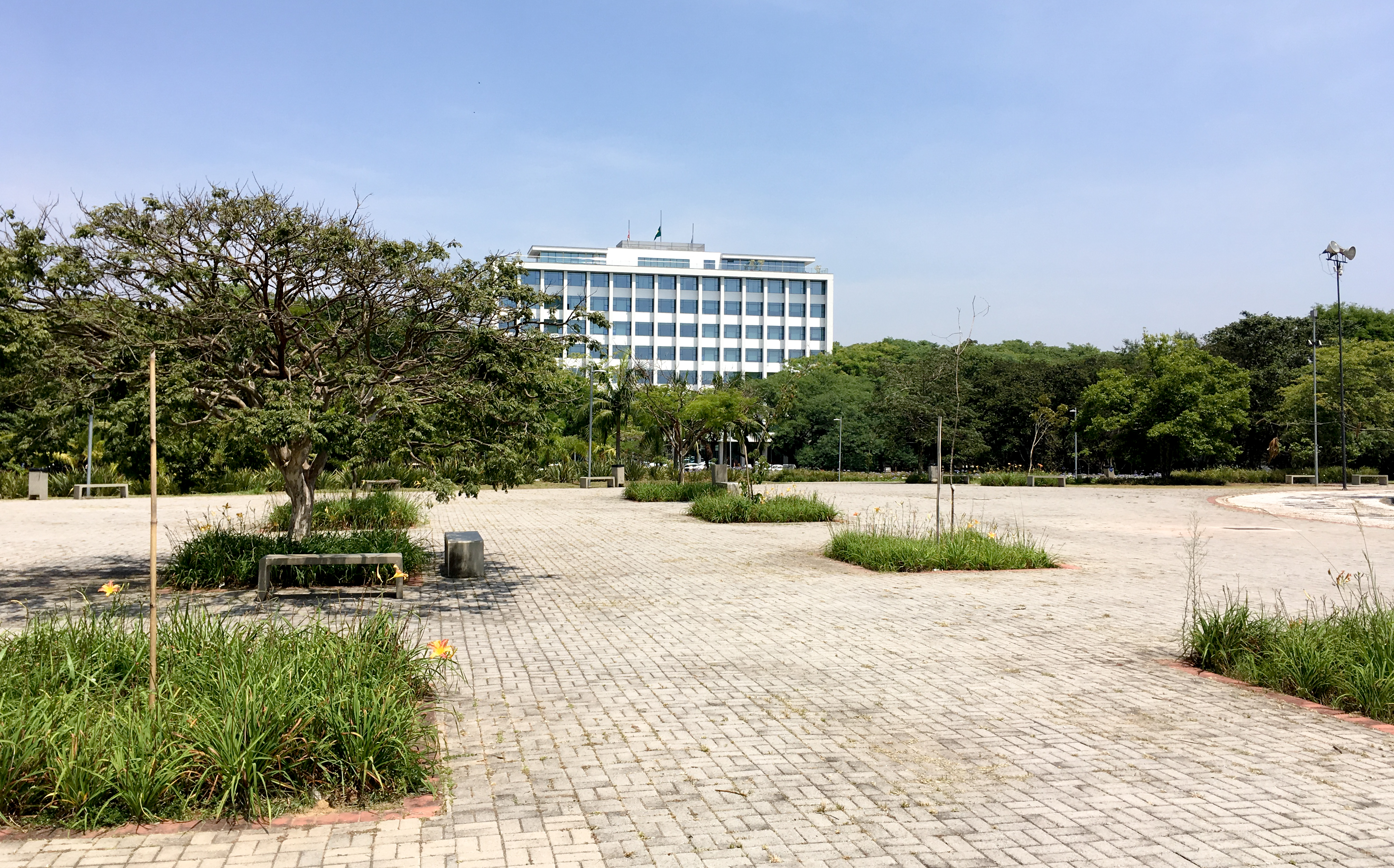
Sede da reitoria da USP

A USP, assim como a maior parte das universidades latino-americanas, corresponde à ideia de "universidade" como um conjunto de escolas, institutos e faculdades autônomas, cada um deles responsável por uma área do conhecimento (as já citadas trinta e seis unidades de ensino, pesquisa e extensão).
A USP, assim como a maioria das universidades brasileiras, confere autonomia a suas unidades de ensino, pesquisa e extensão no que concerne à organização didática e definição curricular de cada um dos cursos, o que resulta muitas vezes em uma considerada excessiva fragmentação do ensino e da pesquisa e da desconexão entre o conhecimento produzido em cada uma das unidades.
Cada unidade está dividida em departamentos. Um departamento normalmente é responsável por um dos cursos oferecidos pela unidade ou por uma linha de pesquisa específica. No caso de unidades com apenas um ou dois cursos, os departamentos não ficam responsáveis pela totalidade do curso, mas por uma parte dele. Devido à já citada fragmentação e descentralização da universidade, é comum ver departamentos com perfis semelhantes em unidades diferentes, o que gera críticas quanto à eficácia dos investimentos públicos e duplicação de esforços.

### Administração
A estrutura administrativa da USP tem na Reitoria o seu órgão central, assim como no Reitor a figura principal da Universidade. Subordinadas à Reitoria estão as quatro Pró-Reitorias, órgãos especializados em cada um dos campos de atuação da universidade: Pró-Reitoria de Graduação (PRG), Pró-Reitoria de Pós-Graduação (PRPG), Pró-Reitoria de Pesquisa (PRP) e Pró-Reitoria de Cultura e Extensão (PRC).
Nos últimos anos tem se discutido a criação de uma Pró-Reitoria de Assistência Estudantil, assunto que segundo os críticos sempre foi considerado secundário para os dirigentes da Universidade.

## Campi

### São Paulo
Na Cidade Universitária Armando de Salles Oliveira localiza-se a estrutura administrativa de toda a Universidade de São Paulo, no bairro do Butantã, no município de São Paulo. Nesse campus localiza-se a maioria das unidades de ensino, pesquisa e extensão da universidade, além dos órgãos centrais como o gabinete do reitor e as pró-reitorias. A maior parte dos edifícios existentes hoje na Cidade Universitária foram construídos a partir de meados da década de 1960. Desta forma, apresentou-se de forma bastante evidente uma intenção urbanismo funcionalista na constituição de seus espaços e na organização de suas unidades.
Fora da Cidade Universitária, mas ainda na capital paulista, estão localizadas a Escola de Artes, Ciências e Humanidades, Faculdade de Direito, Faculdade de Medicina, Escola de Enfermagem e a Faculdade de Saúde Pública. A Faculdade de Medicina da Universidade de São Paulo foi fundada em 1912 por Arnaldo Vieira de Carvalho (1867-1920). Em 1934, foi incorporada à recém-criada Universidade de São Paulo, passando a ter a atual designação e atualmente é uma instituição de excelência no ensino de medicina no Brasil. A Faculdade de Direito da Universidade de São Paulo formou inúmeras personalidades importantes da história do Brasil e é a mais antiga instituição do gênero no Brasil (juntamente com a Faculdade de Direito da Universidade Federal de Pernambuco), sendo que deve a sua origem a um decreto imperial assinado em 1827, quando destinava-se a formar governantes e administradores públicos, sendo fundamental para a consolidação e para o desenvolvimento do país independente. A criação da Escola de Artes, Ciências e Humanidades (USP Leste), inaugurada no dia 27 de fevereiro de 2005, foi o resultado de reivindicações da população da Zona Leste do município, que se iniciaram na década de 1980.

### São Carlos

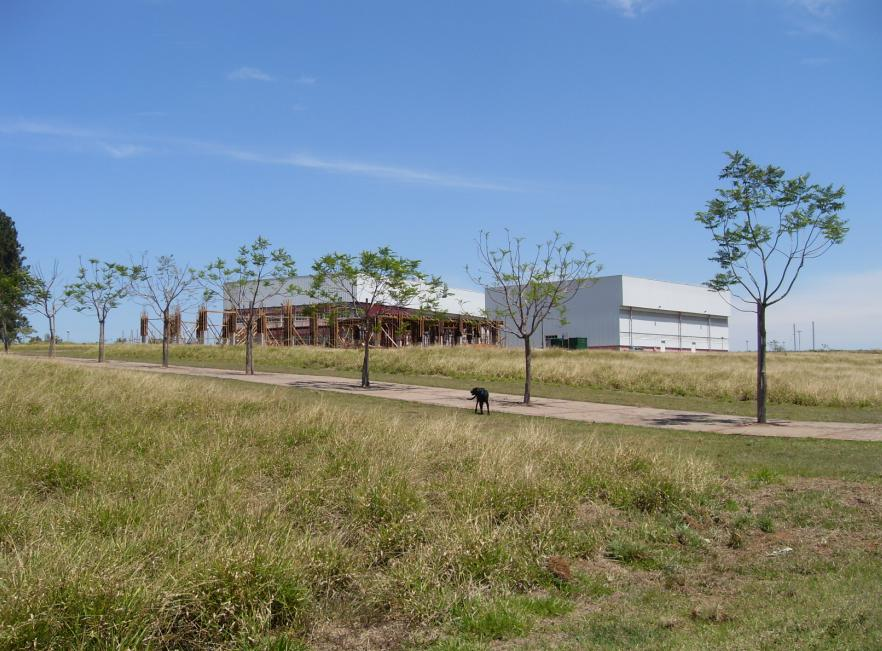
Prédios da Engenharia Aeronáutica, na área 2 do campus de São Carlos

A primeira unidade da USP em São Carlos foi criada em 1948, com a Escola de Engenharia de São Carlos (EESC). Porém, as atividades tiveram início, efetivamente, cinco anos depois, com a primeira aula proferida no dia 18 de abril de 1953, no prédio que hoje abriga o Centro de Divulgação Científica e Cultural (CDCC), localizado na região central da cidade.
No Campus Área 1 atualmente, existem cinco unidades de ensino: EESC, ICMC, IFSC, IQSC e IAU, somadas à Prefeitura do Campus Administrativo de São Carlos (PUSPSC), ao Centro de Informática de São Carlos (CISC), ao Centro de Divulgação Científica e Cultural (CDCC) e a outros órgãos/serviços, formam a USP-São Carlos. O campus de São Carlos contam com uma população de 9 212 pessoas entre alunos de graduação e pós-graduação, professores e funcionários. São Carlos é conhecida como o berço dos doutores, possuindo a maior relação de doutores por km² do país e a terceira maior do mundo. A cidade São Carlos é considerada uma ilha de excelência tecnológica no estado de São Paulo, envolta por dezenas de pequenas empresas que desenvolvem tecnologia de ponta, muitas delas fundadas por ex-alunos da EESC-USP através do ParqTec.
No Campus Área 2 localiza-se na região noroeste da cidade, com fácil acesso pela Rodovia Washington Luís (SP-310) no 
235,8 e no km 240, e teve suas atividades acadêmicas iniciadas em 2005. Ao contrário do central, o novo campus criado em 2002 é bastante extenso (97 hectares) e possui grandes áreas de reserva legal, tornando-o um laboratório a céu aberto para o curso de engenharia ambiental que, junto com os cursos de engenharia da computação e engenharia aeronáutica, já iniciaram a ocupação deste novo espaço.
Esta área já se encontram 15 novos laboratórios de pesquisa e ensino da EESC, bem como da Engenharia Aeronáutica e seus hangares, Engenharia da Computação e laboratórios, Engenharia Ambiental, salas de aula, restaurante universitário e Centro de Convenções. Há também uma estação meteorológica fixa controlada pela Engenharia Ambiental. Também há na área o IFSC e do IQSC.

### Ribeirão Preto

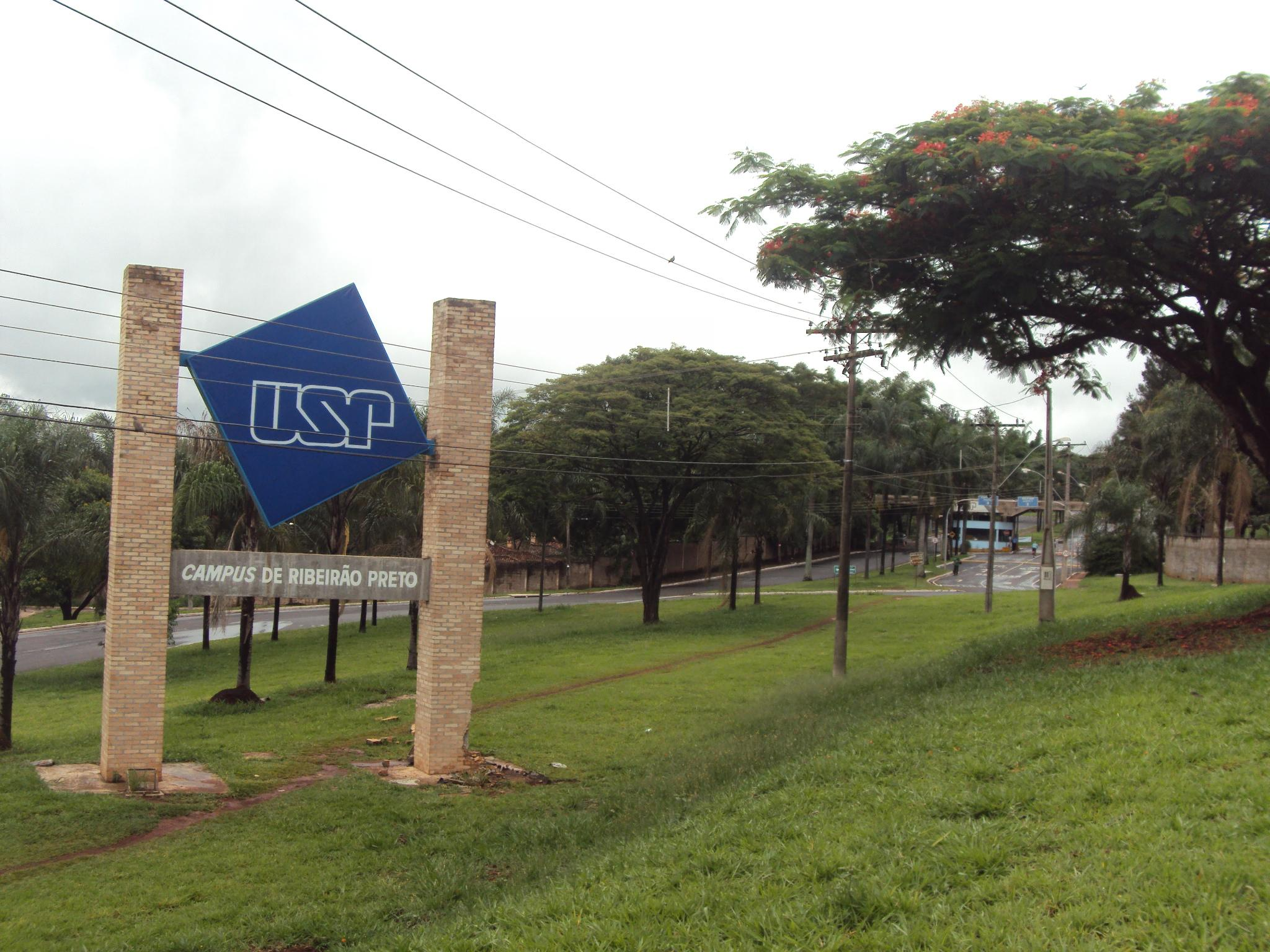
A entrada do campus da USP em Ribeirão Preto

Segundo maior campus da USP, o Campus de Ribeirão Preto conta com uma população de 16 839 (2015) pessoas entre alunos de graduação e pós-graduação, professores e funcionários. Oferece 24 Cursos de Graduação, oferecendo 1 405 novas vagas anualmente e totalizando 6 969 alunos de Graduação. Somado a isso, oferece 48 Programas de Pós-Graduação, totalizando 13 759 alunos no Campus. O número de docentes é de 1 005, e de funcionários, 2 075. O campus também conta com estrutura desejada para seu pleno funcionamento, como, por exemplo, Prefeitura do Campus, agências bancárias e outros comércios, coordenadoria, centrais de tratamento odontológico, bibliotecas, Museu do Café, moradias estudantis, Restaurante Universitário, Hemocentro e o Hospital das Clínicas de Ribeirão Preto - esse último vinculado à Faculdade de Medicina.
Os cursos estão distribuídos nas seguintes unidades: Escola de Educação Física e Esporte de Ribeirão Preto; Escola de Enfermagem de Ribeirão Preto; Faculdade de Ciências Farmacêuticas de Ribeirão Preto da Universidade de São Paulo; Faculdade de Direito de Ribeirão Preto da Universidade de São Paulo; Faculdade de Economia, Administração e Contabilidade de Ribeirão Preto; Faculdade de Filosofia, Ciências e Letras de Ribeirão Preto; Faculdade de Medicina de Ribeirão Preto; Faculdade de Odontologia de Ribeirão Preto; e o Centro de Informática de Ribeirão Preto.

### Piracicaba

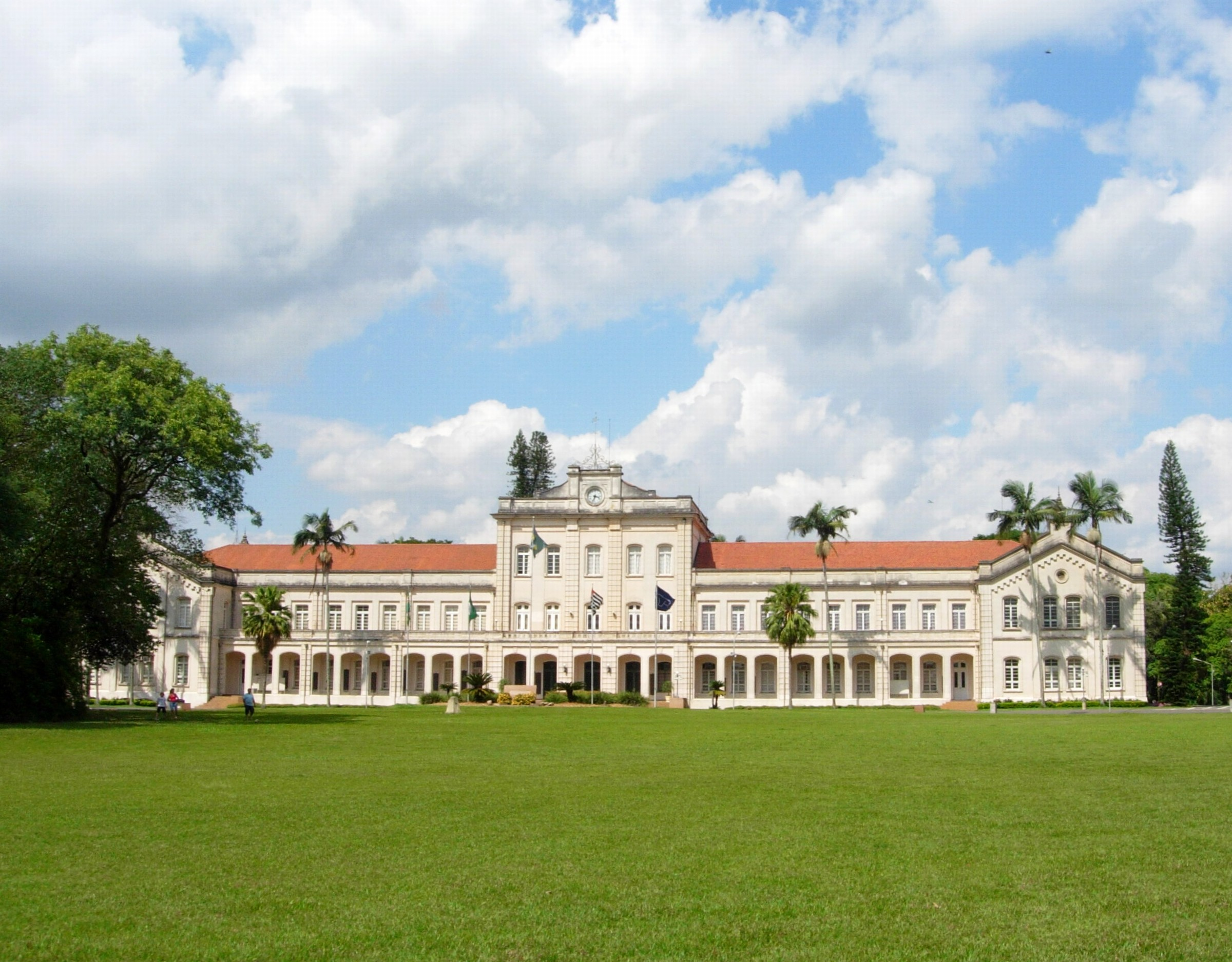
Escola Superior de Agricultura Luiz de Queiroz (ESALQ), em Piracicaba

O Campus de Piracicaba foi criado em 25 de junho de 1985. Atualmente, é constituído pela Escola Superior de Agricultura Luiz de Queiroz (ESALQ) e  pelo Centro de Energia Nuclear na Agricultura (CENA) e é administrado pela Prefeitura do Campus USP Luiz de Queiroz (PUSP-LQ). A ESALQ oferece sete cursos de graduação e dezesseis programas de pós-graduação (PPG), um PPG Internacional e 2 PPGs Interunidades. Os diversos cursos da ESALQ abrigam cerca de 2 000 alunos de graduação e 1 100 alunos de pós-graduação. Criada em 1901, foi uma das escolas fundadoras da Universidade de São Paulo em 1934, ao lado da Faculdade de Direito do Largo São Francisco, Escola Politécnica, Faculdade de Farmácia e Odontologia da Universidade de São Paulo, Faculdade de Medicina Veterinária e Faculdade de Medicina.

### Bauru

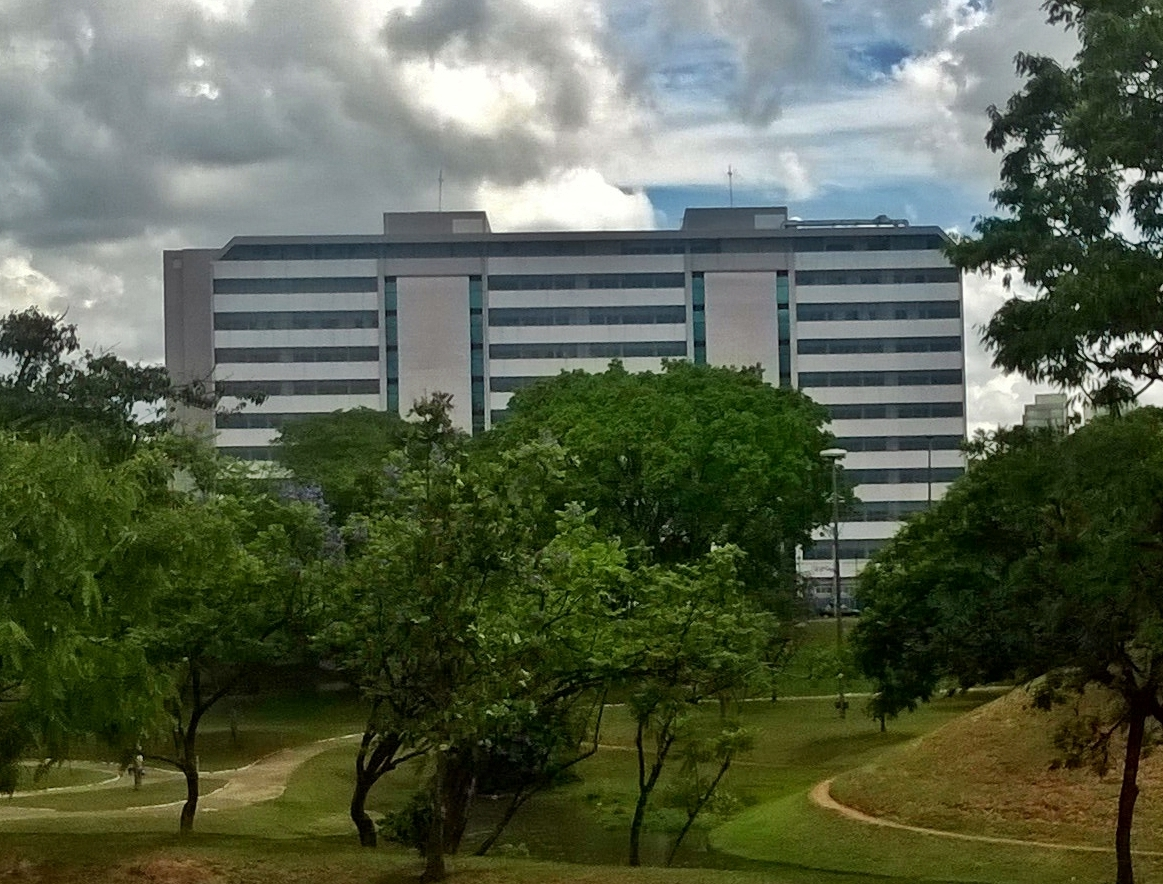
Hospital de Reabilitação de Anomalias Craniofaciais da USP em Bauru

O campus da USP em Bauru foi implantado em 24 de setembro de 1948 com a criação da Faculdade de Odontologia de Bauru. A estrutura física do campus de Bauru inclui alojamento estudantil, berçário e maternal, centro cultural, centro de convivência, complexo desportivo e restaurante, localizados em uma área de 156 850 m², integrado por uma comunidade de 1 500 pessoas, entre alunos, professores e funcionários. A Faculdade de Odontologia de Bauru integra o campus juntamente com o Centrinho/HRAC e a Prefeitura do Campus Administrativo de Bauru. Ela oferece os cursos de odontologia e fonoaudiologia e é constituída por 6 departamentos de ensino, a FOB conta com 118 docentes, a maioria em tempo integral, e 233 servidores administrativos, operacionais e técnicos.
O Hospital de Reabilitação de Anomalias Craniofaciais da Universidade de São Paulo, conhecido por "Centrinho", oferece tratamentos especializados em anomalias craniofaciais e deficiências auditivas. O hospital é dividido em setores interdisciplinares e unidades de serviço que ocupam, ao todo, uma área construída de 19,7 mil metros quadrados em instalações que compreendem uma área verde de 36,3 mil metros quadrados. A instituição também é um hospital universitário.
Em 4 de julho de 2017, o Conselho Universitário (Co) da USP aprovou a criação de um novo curso de medicina que será vinculado à Faculdade de Odontologia de Bauru (FOB) da USP e oferecerá 60 vagas no vestibular. O número de vagas será aumentado gradativamente, com 80 vagas em 2020 e 100 vagas a partir de 2021.

### Pirassununga

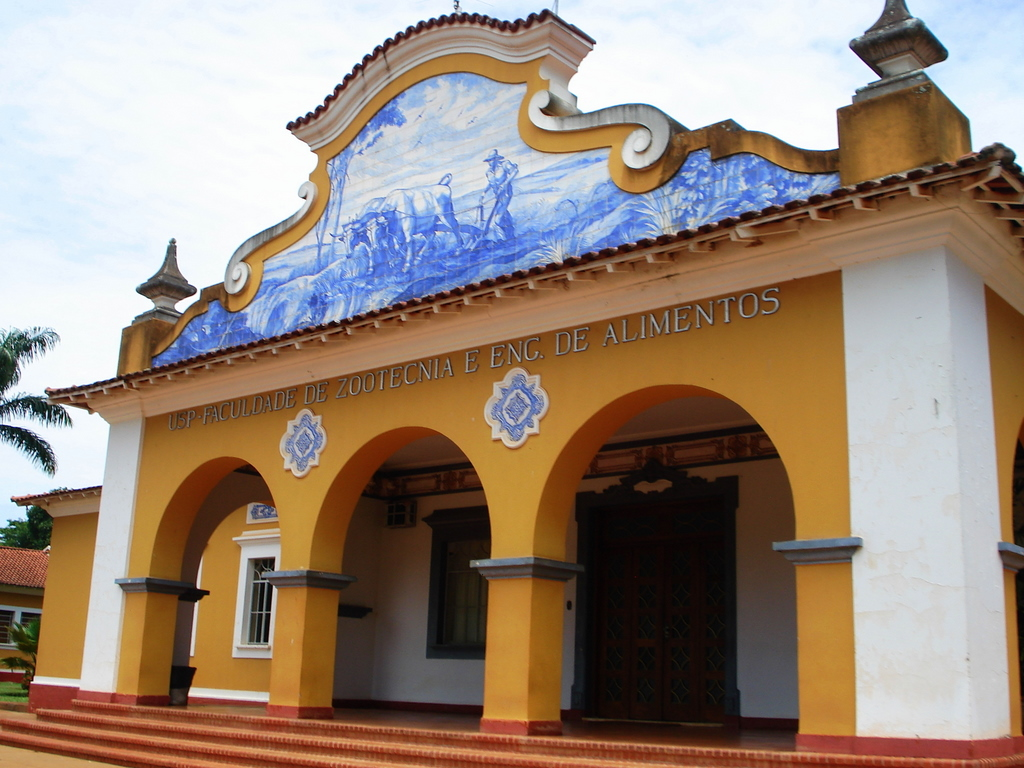
Sede do campus de Pirassununga

O Campus de Pirassununga é o maior campus da USP em extensão territorial, com área total de 22 690 337,77 m² de área e com 67 595,76 m² de área edificada, dividida pela Via Anhanguera SP-330, entre os quilômetros 211 e 218. A fazenda, que, em 1945, iniciou suas atividades como Escola Prática de Agricultura Fernando Costa, integrou-se à Faculdade de Zootécnica de Engenharia de Alimentos em 1992. Há no Campus três unidades:
- Coordenadoria do Campus Administrativo de Pirassununga;
- Faculdade de Zootecnia e Engenharia de Alimentos; e
- Faculdade de Medicina Veterinária e Zootecnia.

Além disso, o campus possui uma estrutura semelhante às cidades universitárias da USP e da UNICAMP, com moradia estudantil, agências bancárias, restaurantes universitários, centros esportivos, de eventos e serviços de atendimento médico e odontológico.

### Lorena
A Escola de Engenharia de Lorena (EEL-USP) nasceu da transferência das atividades acadêmicas, de ensino e de pesquisa da extinta FAENQUIL - Faculdade de Engenharia Química de Lorena, criada em 1970 - para USP em 29 de maio de 2006. Lorena fica a 180 km de São Paulo, no Vale do Paraíba.
A EEL concentra áreas de pesquisas estratégicas para o desenvolvimento nacional desenvolvendo novos produtos e processos que impulsionem o progresso científico e tecnológico do país nos campos de: Biotecnologia Industrial, Metais Refratários, Engenharia Química e Química Fina. Sua estrutura está dividida em dois campi: no campus I se concentra a Administração da EEL, e os Departamentos de Engenharia Química, de Ciências Básicas e de Biotecnologia. No campus II encontra-se o Departamento de Engenharia de Materiais.
A EEL atende anualmente uma média de 1 600 alunos, de várias partes do país e do mundo. Oferece cursos de graduação em Engenharia Química, Engenharia Industrial Química, Engenharia Bioquímica, Engenharia Ambiental, Engenharia Física, Engenharia de Produção e Engenharia de Materiais; mestrado em Engenharia Química, mestrado e doutorado em Engenharia de Materiais e em Biotecnologia Industrial. Possui também cursos de especialização em Engenharia Ambiental, Engenharia da Qualidade e Matemática. Conta ainda com o Ensino Médio e com o curso Técnico de Química (COTEL), oferecendo ensino de qualidade que foi reconhecido, em 2011, com o selo CRQ – IV.

### Santos e São Sebastião
A USP Mar, como é também conhecido o campus da USP inaugurado em 2011 em Santos – a primeira unidade da USP no litoral do estado –, era responsável pelos cursos de graduação em engenharia do petróleo, de especialização em Ética, Valores e Cidadania na Escola e de mestrado em Sistemas logísticos. Tais cursos começaram a funcionar na unidade no início de 2012; o curso de engenharia do petróleo retornou à Escola Politécnica e foi encerrado em 2020.
Em São Sebastião fica o Centro de Biologia Marinha da Universidade de São Paulo (CEBIMar).

## Professores eméritos
A outorga do título de professor emérito é aprovada pelo Conselho Universitário. A honraria é concedida a professores aposentados que se distinguiram por atividades didáticas e de pesquisa ou que tenham contribuído, de modo notável, para o progresso da universidade.
Desde 1934, ano da sua fundação, a Universidade já concedeu 20 títulos de professores eméritos:
- Jacques Marcovitch  – 22.02.2022
- Antônio Candido de Mello e Souza  – “post mortem” – 09.03.2021
- Erney Felício Plessmann de Camargo  – 09.03.2021
- José Goldemberg – 04.10.2016
- Celso Lafer – 20.06.2012
- Ruy Laurenti – 19.03.2002
- Mozart Camargo Guarnieri – 20.12.1988
- Alberto Carvalho da Silva – 10.05.1988
- Paschoal Ernesto Américo Senise – 01.09.1987
- Crodowaldo Pavan – 28.04.1987
- Goffredo da Silva Telles Junior – 21.10.1986
- Mario Guimarães Ferri – 22.10.1974
- Paulo Sawaya – 02.04.1974
- Philippe Westin Cabral de Vasconcellos – 06.03.1961
- Max de Barros Erhart – “post mortem” – 13.06.1960
- José Maria Gomes – “post mortem” – 13.06.1960
- Lucas Assumpção – 13.06.1960
- Paulo Cesar de Azevedo Antunes – 27.04.1960
- André Dreyfus – “post mortem” – 15.12.1952
- Roldão Lopes de Barros – “post mortem” – 25.06.1952